# Boot Camp
Boot Camp  це допоміжна програма, що дозволяє завантажувати операційну систему Microsoft Windows XP Service Pack 2 на комп'ютери Macintosh.Крім того за допомогою Boot Camp, після встановлення на комп'ютер МАС будь якої версії Windows (7, 8, 10 - 64) відбувається встановлення необхідних драйверів для належної роботи наявного обладнання. 
Спочатку була представлена як непідтримувана бета-версія для Mac OS X 10.4 Tiger, ця утиліта була вперше представлена з Mac OS X 10.5 Leopard і з тих пір включена в наступні версії операційної системи. Попередні версії Boot Camp підтримували Windows XP і Windows Vista. Boot Camp 4.0 для Mac OS X 10.6 Snow Leopard версії 10.6.6 до Mac OS X 10.8 Mountain Lion версії 10.8.2 підтримує лише Windows 7. Однак із випуском Boot Camp 5.0 для Mac OS X 10.8 Mountain Lion у версії 10.8.3 офіційно підтримуються лише 64-розрядні версії Windows 7 та Windows 8. 
У Boot Camp 6.0 додано підтримку 64-розрядних версій Windows 10. Boot Camp 6.1, доступний на macOS 10.12 Sierra і новіших версіях, прийматиме лише нові інсталяції Windows 7 і новіших версій; цю вимогу було оновлено до вимоги Windows 10 для macOS 10.14 Mojave.
Boot Camp наразі недоступний на Apple Silicon Mac, однак Крейг Федерігі заявив, що технічно ніщо не заважає версіям Windows 10 і Windows 11 на основі ARM працювати на силіконових процесорах Apple; Microsoft просто потрібно було б змінити політику ліцензування щодо Windows 10 і Windows 11 на базі ARM, оскільки наразі лише OEM-виробники, які попередньо інсталювали Windows 10 і Windows 11 на свої продукти, можуть купувати ліцензії на них – вони не є загальнодоступними для споживачів, як інші версії Windows 10 і Windows 11. Вже можна запускати Windows 10 на базі ARM через емулятор QEMU, що підтверджує заяву Федерігі.